# TeX Users Group
ΤΕΧ Users Group сокращённо (TUG) — группа пользователей ΤΕΧ, была основана в 1980. Целью группы является развитие и поддержка технологий свободной компьютерной типографии. Базовым элементом этих технологий является созданные Дональдом Э. Кнутом программы ΤΕΧ и METAFONT.
Кроме самих ΤΕΧ и METAFONT в сферу интересов группы входят технологии LAΤΕΧ, ConTeXt, MetaPost, Texinfo и тому подобное. Группа поддерживает архив ΤΕΧ-программ CTAN, выпускает журналы TUGboat и The PracTeX Journal, поддерживает разработку дистрибутивов TeX Live и proTeXt.
Локальные группы TUG существуют в различных странах и участвуют в деятельности TeX-сообщества с различной степенью активности (конференции, семинары, выпуск книг и журналов).
Российская группа пользователей ΤΕΧ CyrTUG самораспустилась в 1999 году. Русскоговорящие пользователи продолжают решать проблемы, связанные с кириллицей, через список рассылки, через немногочисленные специализированные форумы и через многочисленные форумы физической, математической и технологической направленности.

## Внешние ссылки
- ΤΕΧ Users Group